# لیندا توچری سیمینی
لیندا توچری سیمینی (انگلیسی: Linda Tucceri Cimini؛ زادهٔ ۴ آوریل ۱۹۹۱) بازیکن فوتبال اهل ایتالیا است.
از باشگاه‌هایی که در آن بازی کرده‌است می‌توان به باشگاه فوتبال زنان آ.ث. میلان اشاره کرد.
وی همچنین در تیم ملی فوتبال زنان ایتالیا بازی کرده‌است.